# Лисогірська сільська рада (Первомайський район)

Лисогірська сільська рада

Лисогі́рська сільська́ ра́да — орган місцевого самоврядування в Первомайському районі Миколаївської області. Адміністративний центр — село Лиса Гора.

## Загальні відомості
- Населення ради: 4571 особа (станом на 2001 рік)

Документи фонду Миколаївського державного архіву «Виконавчий комітет Лисогірської сільської Ради народних депутатів» за 1921—1926, 1945—1989 роки свідчать про історію села у вказані часи. Відповідно до наказу Лисогірського волосного виконкому від 30 листопаду 1922 р. № 126 Лисогірська та Благодатнівська волості були об'єднані у Краснознам'янську волость. Лисогірська сільрада — самостійна, її очолював Бондар (ім'я та ім'я по батькові не вказано).
Соціально-економічний та культурний розвиток с. Лиса Гора у 1923—1927 та 1944—1959 роках відображено у документах фонду «Виконавчий комітет Лисогірської районної Ради депутатів трудящих». 1925 р. головою Лисогірської сільради був Москаленко Лука Йосипович, його заступник — Дунар Яким Карлович, секретар — Полянко Федір Гаврилович). 1926 р. Лисогірська сільрада об'єднала такі населені пункти (є відомості про кількість населення та десятин землі): м. Лиса Гора — 9921 особа, 12 644 десятини; с-ще Ново-Павлівка — 578 осіб, 962,57 десятини; с-ще Ульянівка — 250 осіб, 391,09 десятини; х. Солдатський — 75 осіб, 122,84 десятини, разом 10 829 осіб, 14 120,50 десятини землі. На той час у районі сільради було 7 шкіл соцвиховання, з них 6 українських та 1 єврейська, всього 730 учнів і 20 вчителів; 2 школи лікнепу, де навчалось 170 підлітків 14—17 років, товариство сприяння ліквідації неписьменності; було 2 кооперації: сільськогосподарча та споживча «Селянська праця», 2 машинних товариства.

## Населені пункти
Сільській раді підпорядковані населені пункти:
- с. Лиса Гора
- с. Новопавлівка

## Склад ради
Рада складається з 20 депутатів та голови.
- Голова ради: Базалук Володимир Олексійович
- Секретар ради: Маліченко Оксана Олександрівна

### Попередні сільські голови
| Прізвище, ім'я, по батькові   | Основні відомості | Дата обрання | Дата звільнення |
| ----------------------------- | --- | ------------ | --------------- |
| Бондар                        | Голова сільської ради; | 1922         |                 |
| Москаленко Лука Йосипович     | Голова сільської ради; | 1925         | 1926            |
| Нетовканий Ісаак Лазарович    | Голова сільської ради, 1901 року, одружений, 4 дітей, малописьмений, хлібороб, бідняк, в минулому дезертир Червоної армії, член ВКП(б) з 1931 року, засуджений у 1933 році; | 26.12.1932   | 01.03.1933      |
| Стефанович                    | Голова сільської ради, був членом Президії райвиконкому, завідувач відділу народної освіти                                                                                  | 01.03.1933   |                 |
| Дунар Яким Карпович           | Голова сільської ради |              |                 |
| Бондаренко                    | Голова сільської ради |              |                 |
| Ягодзинський Микола Павлович  | Голова сільської ради |              |                 |
| Рубан Олександр Дмитрович     | Голова сільської ради |              |                 |
| Цимбаленко Андрій Іванович    | Голова сільської ради | 1975         |                 |
| Нотич Петро Микитович         | Голова сільської ради, 1923 року народження |              |                 |
| Коба Іван Миколайович         | Голова сільської ради, (22.10.1935—21.01.2019), освіта вища, агроном |              |                 |
| Шевченко Віктор Михайлович    | Голова сільської ради, 1948 року народження, освіта вища, агроном |              |                 |
| Тархова Людмила Василівна     | Голова сільської ради, 1947 року народження, освіта вища, вчитель історії                                                                                                   |              |                 |
| Співак Володимир Борисович    | Сільський голова, 1973 року народження, безпартійний | 26.03.2006   | 31.10.2010      |
| Базалук Володимир Олексійович | Сільський голова, 1963 року народження, освіта вища, вчитель біології, безпартійний                                                                                         | 31.10.2010   |                 |

Примітка: таблиця складена за даними сайту Верховної Ради України

### Депутати
За результатами місцевих виборів 2010 року депутатами ради стали:

#### За суб'єктами висування
| Суб'єкт висування           | Кількість обраних депутатів | %  |
| --------------------------- | --------------------------- | -- |
| Партія регіонів             | 11                          | 55 |
| Самовисування               | 8                           | 40 |
| Комуністична партія України | 1                           | 5  |

#### За округами
| № округу                    | Прізвище, ім'я, по батькові    | Дата визнання обраним | Освіта             | Партійна приналежність            | Відомості про обраного депутата                                            |
| --------------------------- | ------------------------------ | --------------------- | ------------------ | --------------------------------- | -------------------------------------------------------------------------- |
| Комуністична партія України |                                |                       |                    |                                   |                                                                            |
| 7                           | Цушко Петро Григорович         | 04.11.2010            | середня            | член Комуністичної партії України | пенсіонер                                                                  |
| Партія регіонів             |                                |                       |                    |                                   |                                                                            |
| 1                           | Олефіренко Тетяна Петрівна     | 04.11.2010            | вища               | член Партії регіонів              | Лисогірська лікарня, гол. лікар                                            |
| 4                           | Платонова Ніна Володимирівна   | 04.11.2010            | вища               | член Партії регіонів              | Лисогірська загальноосвітня школа, вчитель                                 |
| 5                           | Боєв Василь Іванович           | 04.11.2010            | вища               | член Партії регіонів              | Лисогірська вет. лікарня, завідувач                                        |
| 8                           | Купрій Алла Миколаївна         | 04.11.2010            | незакінчена вища   | член Партії регіонів              | Лисогірська сільська Рада, директор Лисогірського Центру                   |
| 9                           | Поіцика Катерина Володимирівна | 04.11.2010            | вища               | член Партії регіонів              | Лисогірська сільська загальноосвітня школа, вчитель                        |
| 10                          | Шевченко Михайло Вікторович    | 04.11.2010            | вища               | член Партії регіонів              | Лисогірська сільське лісництво Врадіївське сільське господарство, лісничий |
| 11                          | Саєнко Ірина Веніамінівна      | 04.11.2010            | вища               | член Партії регіонів              | Лисогірська сільська Рада, секретар                                        |
| 12                          | Молдаван Михайло Васильович    | 04.11.2010            | середня            | член Партії регіонів              | одноосібник                                                                |
| 13                          | Горновенко Микола Федорович    | 04.11.2010            | вища               | член Партії регіонів              | тимчасово не працює                                                        |
| 14                          | Таранова Галина Володимирівна  | 04.11.2010            | середня спеціальна | член Партії регіонів              | Лисогірська станція юних техніків, завгосп                                 |
| 19                          | Козак Олексій Миколайович      | 04.11.2010            | середня            | член Партії регіонів              | тимчасово не працює                                                        |
| Самовисування               |                                |                       |                    |                                   |                                                                            |
| 2                           | Москаленко Наталія Борисівна   | 04.11.2010            | середня спеціальна | позапартійна                      | приватна аптека, техпрацівник, пенсіонерка                                 |
| 3                           | Базалук Антоніна Октавівна     | 04.11.2010            | середня спеціальна | позапартійна                      | Лисогірська лікарня, лаборант                                              |
| 6                           | Маліченко Оксана Олександрівна | 04.11.2010            | вища               | позапартійна                      | Лисогірська загальноосвітня школа, психолог                                |
| 15                          | Єремеєва Галина Сергіївна      | 04.11.2010            | середня            | позапартійна                      | Лисогірська сільська загальноосвітня школа № 1, завгосп                    |
| 16                          | Олефіренко Анатолій Васильович | 04.11.2010            | середня спеціальна | позапартійний                     | ПСП «НИКА», тракторист                                                     |
| 17                          | Чорний Олександр Дмитрович     | 04.11.2010            | середня            | позапартійний                     | тимчасово не працює                                                        |
| 18                          | Кириленко Петро Вікторович     | 04.11.2010            | вища               | позапартійний                     | Лисогірська сільська загальноосвітня школа № 1, вчитель                    |
| 20                          | Цушко Віра Іванівна            | 04.11.2010            | вища               | позапартійна                      | пенсіонер                                                                  |